# Бэрд, Эбсалом
Эбсалом Бэрд (англ. Absalom Baird; 20 августа 1824 — 14 июня 1905) — американский кадровый военный, выпускник Вест-Пойнта, который некоторое время преподавал в Вест-Пойнте математику. В годы Гражданской войны в США стал капитаном и занимал должность адъютанта, потом был начальником штаба IV корпуса, потом получил звание генерала и командовал бригадой Огайской армии. В 1862 году стал дивизионным командиром. Участвовал в сражениях при Чикамоге и Чаттануге, в наступлении Шермана на Атланту, и в боевых действиях в Каролинах. После войны служил на различных административных должностях, в 1885 году стал генеральным инспектором армии. В 1896 году Бэйрд получил Медаль Почёта за заслуги в сражении при Джонсборо.

## Ранние годы
Бэрд родился в пенсильванском городе Вашингтон, учился в Вашингтонском Колледже, а в 1845 году поступил в военную академию Вест-Пойнт по квоте от Пенсильвании. Он окончил академию 9-м по успеваемости в выпуске 1849 года. Его определили во 2-й артиллерийский полк во временном звании второго лейтенанта. В 1849-1850 годах Бэрд служил в форте Монро в Вирджинии, в 1850 году в форте Коламбус в Нью-Йорке (1 апреля 1850 года получил постоянное звание второго лейтенанта), а с 1850 по 1853 участвовал в войнах с семинолами во Флориде. 19 января 1853 года он вернулся в Вест-Пойнт в качестве преподавателя математики а через три года, 9 сентября 1856 года был отправлен в Техас в форт Браун. 24 декабря 1853 года Бэрд получил звание первого лейтенанта. С 1859 по 1860 год он служил в Рингголдских казармах в Техасе, откуда его снова перевели в форт Монро.

## Гражданская война
Когда началась Гражданская война, Бэйрд с марта по май 1861 года командовал батареей лёгкой артиллерии в укреплениях Вашингтона. 11 мая 1861 года он получил временное звание капитана штаба и до этого дня по 2 июля работал в штабе Генерального адъютанта армии. Его назначили генеральным адъютантом дивизии Тайлера, и на этой должности он участвовал в Манасасской кампании и в Первом сражении при Булл-Ран 21 июля. 25 июля он снова вернулся в штаб генерального адъютанта армии. 3 августа 1861 года он получил звание капитана, а 12 ноября - майора.
С 21 ноября 1861 года по март 1862 года Бэрд служил в военном департаменте на инспекционной работе.
В марте 1862 года Бэрд стал главным инспектором, а потом начальником штаба IV корпуса Потомакской армии и принял участие в Кампании на полуострове. Он был участником сражения при Йорктауне и сражения при Уильямсберге. 28 апреля Бэрд получил звание бригадного генерала Добровольческой армии и возглавил пехотную бригаду Огайской армии (27-ю бригаду 7-й дивизии). Он впервые командовал этой бригадой в сражении при Камберленд-Гэп.